# Echte toepaja's
Echte toepaja's (Tupaiidae) zijn een familie van insectenetende zoogdieren bestaande uit de orde van de toepaja's (Scandentia). De wetenschappelijke naam van de familie werd in 1850 gepubliceerd door John Edward Gray. Het is naast Ptilocercidae de enige familie binnen de orde van de toepaja's.

## Taxonomie
De familie omvat 22 levende soorten binnen 3 geslachten.
- Geslacht: Tupaia
  - Soort: Belangers toepaja (Tupaia belangeri)
  - Soort: Tupaia chrysogaster
  - Soort: Tupaia discolor
  - Soort: Gestreepte toepaja (Tupaia dorsalis)
  - Soort: Filipijnse toepaja (Tupaia everetti)
  - Soort: Tupaia ferruginea
  - Soort: Gewone toepaja (Tupaia glis)
  - Soort: Slanke toepaja (Tupaia gracilis)
  - Soort: Tupaia hypochrysa
  - Soort: Javaanse toepaja (Tupaia javanica)
  - Soort: Langvoettoepaja (Tupaia longipes)
  - Soort: Kleine toepaja (Tupaia minor)
  - Soort: Bergtoepaja (Tupaia montana)
  - Soort: Nicobarentoepaja (Tupaia nicobarica)
  - Soort: Palawantoepaja (Tupaia palawanensis)
  - Soort: Getekende toepaja (Tupaia picta)
  - Soort: Tupaia salatana
  - Soort: Roodstaarttoepaja (Tupaia splendidula)
  - Soort: Tana (Tupaia tana)
- Geslacht: Dendrogale
  - Soort: Zuidelijke zachtstaarttoepaja (Dendrogale melanura)
  - Soort: Noordelijke zachtstaarttoepaja (Dendrogale murina)
- Geslacht: Anathana
  - Soort: Elliottoepaja (Anathana ellioti)